# كاتلين مالوري
كاتلين مالوري (بالإنجليزية: Caitlin Mallory؛ بالإستونية: Caitlin Mallory) هي راقصة على الجليد أمريكية وإستونية، ولدت في 2 يونيو 1987 في أوكلاند في الولايات المتحدة.

## وصلات خارجية
- كاتلين مالوري على موقع الاتحاد الدولي للتزلج (الإنجليزية)
- كاتلين مالوري على موقع الاتحاد الدولي للتزلج (الإنجليزية)